# Салево-Хутірська сільська рада
Салево-Хутірська сільська рада — сільська рада в Українській РСР із центром у селі Салів Хутір (нині село Салів Миронівської громади Київської області). У 1954 році була ліквідована. До того входила до Миронівського району Київської області та недовгий час до Богуславського району.
Також зустрічалися написання назви як Салово-Хутірська та Саліво-Хуторська.

## Історія
До 1923 року Салево-Хутірська сільрада перебувала у складі Козинської волості Богуславського (Канівського) повіту Київської губернії.
У 1923 році в Українській СРР було проведено районування, внаслідок якого утворено округи і райони замість повітів і волостей. Зокрема, постановами ВУЦВК від 7 березня і 12 квітня було утворено Миронівський район у складі Корсунської округи Київської губернії, до якого увійшла і Салево-Хутірська сільрада.
Станом на 1924 рік до сільради входило село Салів, хутір Пятихатки та Миронівська досвідна станція, у яких налічувалося 204 господарств із загальним населенням 1006 осіб.
3 лютого 1931 року Миронівський район було ліквідовано, і сільрада увійшла до Богуславського району.
У 1935 році в УРСР було проведено розукрупнення районів. Зокрема, постановами ВУЦВК від 22 січня та 17 лютого було відновлено Миронівський район у складі Київської області, до якого увійшла і Салево-Хутірська сільрада.
Станом на 1 вересня 1946 року до сільради входило 2 поселення: село Салів Хутір та село Андріївка.
10 серпня 1954 року указом Президії Верховної Ради УРСР «Про укрупнення сільських рад депутатів трудящих в Київській області» Салево-Хутірську сільраду було приєднано до Козинської сільради Миронівського району.